# Maurizio Pisati
Maurizio Pisati (* 1959 in Mailand) ist ein italienischer Komponist und Gitarrist.
Pisati besuchte die Klassen von Adriano Guarnieri und Giacomo Manzoni am Konservatorium von Mailand, wo er Musikanalyse, Komposition, Kontrapunkt, Harmonielehre und Musikgeschichte studierte. Daneben war er Schüler von Salvatore Sciarrino in Città di Castello.
Von 1983 bis 1989 war er Mitglied des Laboratorio Trio. Dann gründete er das Musikensemble ZONE und 1997 das Plattenlabel LArecords. Seit 1988 war Pisati Professor für Komposition am Konservatorium von Castelfranco Veneto, später am Konservatorium von Bologna. Daneben gibt er Kurse und Meisterklassen u. a. in Tokio, Reykjavík und Mailand, 2004-06 in Frascati und im Sommer 2006 an der Brisbane University.

## Werke
- Umbra, Bühnenwerk für Ensemble, Tonband und Live-Elektronik, 1988
- Ermengarda Bühnenwerk, 1989
- 70mV für Orchester, 1989
- Sette Studi für Gitarre, 1990
- Ö für Tenorsaxophon und Posaune, 1991
- Ab sofort für Flöte und Klavier, 1991
- FFA für Recorder, Flöte und Harfe, 1993
- The Running Quartet für Bassklarinette, Violine, Viola und Cello, 1994
- 7 für Klavier, Schlagzeug und Live-Elektronik, 1994
- S für Tenorsaxophon, Tonband und Live-Elektronik, 1995
- ZONE I für Flöte, Elektrogitarre und Live-Elektronik, 1995
- ZONE II für Stimme, Schlagzeug und Live-Elektronik, 1995
- TAXI! Bühnenwerk für Ensemble, Tonband und Live-Elektronik, 1995
- HACK für Flöte und Schlagzeug, 1996
- San Moku Sen Gan für Ensemble, Tonband und Film, 1996
- ZONE-Franche, Happening in Padua für Cello, Klavier, Glocken, Tonband und Live-Elektronik, 1996
- ZONE II Suite für Ensemble, Tonband und Film, 1997
- FUEYE für Blasorchester, 1997
- ShiKaShi für zwei Recorder, Schlagzeug und Live-Elektronik, 1997
- Vormittagsspuk Stummfilmmusik für Rekorder und Gitarre, 1997
- SaxStories für vier Saxophone, 1998
- ZONE-Alp für Flöte und Gitarre, 1998
- L’Autore a chi legge für Schauspielerin, Elektrogitarre, Schlagzeug und Live-Elektronik, 1998
- ZONE-d'Amore für Stimme, Elektrogitarre, Schlagzeug und Film, 1998
- La Stanza degli Indizi Terrestri (nach Texten von Marina Zwetajewa und Leonardo da Vinci) für Ensemble, Tonband und Film (von Marcos Jorge), 1998
- 3HATSconcert für Stimme, Elektrogitarre, Schlagzeug und Film, 1998
- Senti? für Gitarre und Streichorchester, 1999
- STOCK ZONE-TakuHon, Bühnenwerk für Cello, Schlagzeug, Streichorchester und Tonband, 1999
- Ricorda i Giochi für Frauenstimme, Flöte, Elektrogitarre, Cymbal und Live-Elektronik, 1999
- CATVLLVS für Laute, Schlagzeug und Live-Elektronik, 2000
- SpiegelKontaktFabrik für Oboe, Didgeridoo, Tonband und Live-Elektronik, 2000
- TEI für Koto und Klavier, 2000
- Samblana für Saxophon und Gitarre, 2000
- Tamatebako für Schlagzeug, 2001
- Il Copiafavole-ZONE, Bühnenwerk, 2001
- PURPLE H für Ensemble, Tonband und Live-Elektronik, 2001
- Sì, cos’è? für Schlagzeug und Streichorchester, 2003
- ZONE-popTRAIN für Ensemble, 2003
- Passacaglia Mit Albert für Recorder, Tonband und Live-Elektronik, 2005
- QUESTIO mit der Stimme des Dichters Thor Vilhjálmsson für Trompete, Schlagzeug und Elektronik, 2006